# Пентозани
Пентоза́ни — високомолекулярні колоїдальні полісахариди, що відповідають формулі (С5Н8О4)n і є продуктами природної полімеризації п'ятиатомних моносахаридів (пентоз) С5Н10О5.
Пентозани зустрічаються у всіх рослинах і є найпоширенішим компонентом геміцелюлозної частини рослин.
Терміни «геміцелюлоза» і «пентозани» часто використовують на означення одного і того ж, що часто утруднює розуміння їх значення. Ці поняття охоплюють некрохмальні і нецелюлозні полісахариди рослин, які широко поширені в царстві рослин.